# چیگونیولا
چیگونیولا (به ایتالیایی: Cigognola) یک کومونه در ایتالیا است که در استان پاویا واقع شده‌است.

## خصوصیات
چیگونیولا ۸٫۰ کیلومترمربع مساحت و ۱٬۳۸۶ نفر جمعیت دارد.